# دانيال غامارا
دانيال غامارا (بالإسبانية: Daniel Gamarra)‏ هو لاعب كرة قدم أوروغواياني في مركز الوسط، ولد في 9 ديسمبر 1978 في مونتفيدو في الأوروغواي. لعب مع التانك سيلي.